# Milonice
Milonice (deutsch Pflaumendörfl, auch Millonitz) ist eine Gemeinde in Tschechien. Sie liegt fünf Kilometer östlich von Bučovice und gehört zum Okres Vyškov.

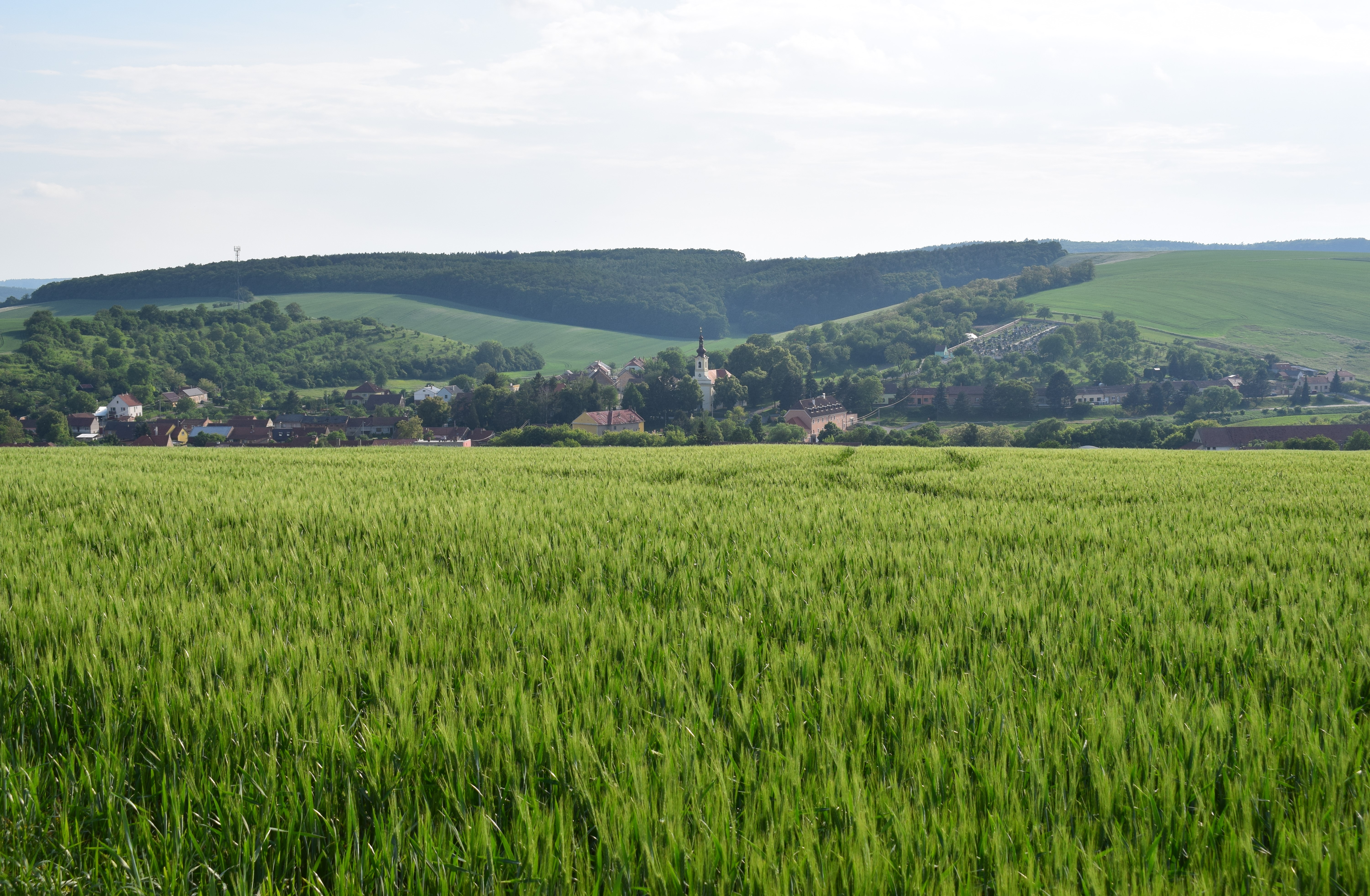
Milonice (2018)

## Geographie
Milonice befindet sich in südwestlichen Ausläufern der Litenčické vrchy am Übergang zum Ždánický les (Steinitzer Wald) im Tal des Baches Pavlovický potok. Gegen Süden liegt das Tal der Litava. Östlich erheben sich die Kopánky (349 m) und Soudny (328 m), im Süden der Nebštich (377 m) sowie westlich der Černecký hájek (355 m) und Milonický hájek (344 m). Nördlich des Dorfes liegt der große Fischteich Uhřický rybník.
Nachbarorte sind Uhřice und Komorov im Norden, Chvalkovice und Nemochovice im Nordosten, Dobročkovice und Brankovice im Osten, Nové Zámky im Südosten, Nesovice und Letošov im Süden, Nevojice und Vícemilice im Südwesten, Černčín im Westen sowie Kojátky, Šardičky und Rošťoutky im Nordwesten.

## Geschichte
Die erste urkundliche Erwähnung des Dorfes erfolgte im Jahre 1349. Der Name des Ortes leitet sich ihren Gründen, dem Vladikengeschlecht Miloň ab. Aus dem Jahre 1360 ist die Existenz einer Feste, eines Hofes und eines Badehauses überliefert. Seit 1397 ist in Milonice ein Pfarrer nachweislich. Vor 1420 erwarben die Bystřice von Ojnice das Dorf und schlossen es an ihre Güter um Bučovice an. Milonice war in der Mitte des 15. Jahrhunderts Sitz von Mikuláš Bystřice von Ojnice und Milonice, dem 1446 Kryštof von Ojnice den Freihof und die Mühle in Uhřice überschrieb. Die unter Umgehung der Erbfolge vorgenommene Übertragung führte zu erheblichen Streitigkeiten innerhalb der Familie. Letztlich setzte sich Kryštof von Ojnice durch und ließ diese 1464 erneut in der Landtafel eintragen. Im 16. Jahrhundert wurde die Kirche utraquistisch. Zu dieser Zeit errichteten die Mährischen Brüder die erste Schule in Milonice. Die benachbarte Ansiedlung erlosch in der Mitte des 16. Jahrhunderts und ihre Fluren wurden Milonice zugeschlagen. Im Laufe der Zeit wurde der Ort auch als Millonitz, Pflaumendörfel bzw. Pflaumendörfl bezeichnet. Nach dem Dreißigjährigen Kriege wurde 1654 wieder ein katholischer Pfarrer in Milonice eingesetzt. Eingepfarrt waren zu dieser Zeit auch die Dörfer Uhřice, Dobročkovice, Nesovice, Nové Zámky und Šardičky. Das älteste Ortssiegel stammt aus dem Jahre 1688. Im Jahre 1780 kaufte Fürst Franz Josef I. von Liechtenstein das Gut Milonice auf und schlug es seiner Herrschaft Butschowitz zu. Šardičky wurde 1786 nach Butschowitz umgepfarrt. Fürst Johann I. Josef von Liechtenstein ließ 1805 eine neue Kirche errichten. Die alte Kirche wurde abgebrochen und an ihrer Stelle der Pfarrgarten angelegt.
Nach der Aufhebung der Patrimonialherrschaften bildete Milonice ab 1850 eine Gemeinde in der Bezirkshauptmannschaft Wischau. 1877 wurde in Uhřice eine Schule errichtet, zuvor war Milonice für dieses Dorf auch Schulort. Die Liechtensteiner vereinten 1890 die Herrschaften Steinitz und Butschowitz zum Gut Butschowitz-Steinitz; dieses blieb bis zum Ende des Zweiten Weltkrieges in der Primogenitur der Fürsten von Liechtenstein. Im Jahre 1921 lebten in den 106 Häusern des Dorfes 531 Menschen. Zwischen 1950 und 1960 gehörte die Gemeinde zum Okres Bučovice und kam nach dessen Aufhebung mit Beginn des Jahres 1961 zum Okres Vyškov zurück. 1964 wurde Milonice mit Uhřice zu einer Gemeinde Milonice-Uhřice zusammengeschlossen. Diese löste sich 1990 wieder auf. Die Schule wurde 1996 wegen zu geringer Schülerzahl geschlossen. Seit 2001 führt Milonice ein Wappen und ein Banner mit dem Liechtensteiner Adlerflügel und den Attributen der Ortspatronen Peter und Paul.
Der Teich Uhřický rybník dient als Zuchtgewässer für Pohrlitzer Karpfen (Pohořelický kapr).

## Gemeindegliederung
Für die Gemeinde Milonice sind keine Ortsteile ausgewiesen. Zu Milonice gehört die Ansiedlung Rošťoutky (Rosstiautek).

## Sehenswürdigkeiten
- Pfarrkirche St. Peter und Paul, errichtet 1805–1807 unter Johann I. Josef von Liechtenstein
- Statue des hl. Johannes von Nepomuk, neben der Kirche
- Statue der Jungfrau Maria, an der Ortsgrenze zu Nesovice
- Schloss Komorov, nordöstlich des Dorfes, errichtet 1811–1812 im Empirestil für Johann Pagatsch von Paburg, es befindet sich derzeit in einem ruinösen Zustand
- Naturreservate Roviny und Hašky, westlich des Dorfes
- Naturreservat Malhotky, südwestlich von Milonice